# Antiphrisson mitjaevi
Antiphrisson mitjaevi är en tvåvingeart som beskrevs av Pavel Lehr 1964. Antiphrisson mitjaevi ingår i släktet Antiphrisson och familjen rovflugor. Inga underarter finns listade i Catalogue of Life.